# 841 Arabella
841 Arabella eller 1916 AL är en asteroid i huvudbältet, som upptäcktes 1 oktober 1916 av den tyske astronomen Max Wolf i Heidelberg. Den är uppkallad efter operan Arabella av Richard Strauss.
Asteroiden har en diameter på ungefär 7 kilometer och den tillhör asteroidgruppen Flora.